# Rochester Lancers 1973
Questa pagina raccoglie i dati riguardanti i Rochester Lancers nelle competizioni ufficiali della stagione 1973.

## Stagione
I Lancers vedono il ritorno sulla panchina di Salvatore De Rosa e pur puntellata da qualche giocatore di buona esperienza europea come il nazionale polacco Antoni Trzaskowski e l'italiano Andrea Esposito, ottiene solo il terzo posto nella Northern Division, con il peggior punteggio delle tre divisioni, non riuscendo ad accedere alla fase finale del torneo nordamericano.

## Organigramma societario
Area direttiva
- Vice-presidente: John J. Petrossi
- General Manager: John J. Petrossi
- Ass. General Manager: Sam Lippa

Area tecnica
- Allenatore: Salvatore De Rosa
- Preparatore: Joe Sirianni

## Rosa
| N. |                           | Ruolo | Calciatore                  |
| -- | ------------------------- | ----- | --------------------------- |
| 1  | Brasile (bandiera)        | P     | Claude Campos               |
| 1  | Giamaica (bandiera)       | P     | Danville Clark              |
| 2  | Polonia (bandiera)        | D     | Antoni Trzaskowski          |
| 3  | Scozia (bandiera)         | D     | Charlie Mitchell (capitano) |
| 4  | Italia (bandiera)         | D     | Floriano Galassin           |
| 5  | Inghilterra (bandiera)    | D     | Peter Short                 |
| 6  | Argentina (bandiera)      | C     | Francisco Escos             |
| 7  | Jugoslavia (bandiera)     | A     | Antun Runac                 |
| 8  | Stati Uniti (bandiera)    | A     | Mario Camacho               |
| 9  | non conosciuta (bandiera) | D     | Roberto Alas                |

| N.    |                        | Ruolo | Calciatore         |
| ----- | ---------------------- | ----- | ------------------ |
| 9     | Germania (bandiera)    | A     | Manfred Seissler   |
| 10    | Ghana (bandiera)       | C     | Frank Odoi         |
| 11    | Brasile (bandiera)     | A     | Carlos Metidieri   |
| 12    | Brasile (bandiera)     | A     | Eli Durante        |
| 14    | Uruguay (bandiera)     | D     | Roberto Lonardo    |
| 14/15 | Brasile (bandiera)     | C     | Renato Costa       |
| 15    | Italia (bandiera)      | A     | Andrea Esposito    |
| 16    | Germania (bandiera)    | D     | Willie Steinhotter |
| 17    | Stati Uniti (bandiera) | A     | Phil Russo         |
| 18    | Stati Uniti (bandiera) | A     | Andy Rymarczuk     |